# CoreXY
CoreXY — метод, що використовується для переміщення голівки 3D-принтера або верстата з ЧПК у горизонтальній площині. Перевага цієї техніки полягає в тому, що два двигуни, які використовуються для виконання руху в горизонтальній площині, є нерухомими, і їм не потрібно самостійно рухатися, що може призвести до зменшення рухомої маси. Замість цього використовуються приводні паси, які з'єднані складним чином для забезпечення руху в декартовій системі координат.

## Рух
Для руху вздовж осі {\displaystyle x} обидва двигуни повинні обертатися в одному напрямку. Для руху вздовж осі {\displaystyle y} двигуни повинні обертатися в протилежних напрямках. Якщо обертається тільки один двигун, то рух буде діагональним.
Математично рух можна описати так. Якщо {\displaystyle A} — рух першого двигуна і {\displaystyle B} — рух другого двигуна, то рух у напрямках {\displaystyle x} і {\displaystyle y} визначається як:
{\displaystyle {\begin{aligned}\Delta x&={\frac {1}{2}}(\Delta A+\Delta B)\\\Delta y&={\frac {1}{2}}(\Delta A-\Delta B)\end{aligned}}}

## У порівнянні зі звичайними принтерами
Інші декартові 3D-принтери, які не використовують технологію CoreXY, найчастіше також використовують два двигуни для площини {\displaystyle xy}, але де один двигун незалежно відповідає за рух уздовж осі {\displaystyle x}, а інший незалежно відповідає за рух уздовж осі {\displaystyle y}. Це іноді називають декартовою технікою. «Bed slinger» (укр. стропальник ліжка) — це декартовий варіант, де стіл рухається вздовж осі {\displaystyle y}, а голівка — вздовж осі {\displaystyle x}, і ця техніка використовується у принтерах Prusa i3 та клонах.